# Arado Ar 81
Arado Ar 81 — немецкий опытный двухместный пикирующий бомбардировщик.

## Испытания
Аr.81 одностоечный биплан цельнометаллической конструкции со стойками N-типа и неубираемым шасси. Пилот был закрыт сдвижным фонарем. Стрелок также был частично закрыт неподвижной частью фонаря. Самолёт имел двигатель Jumo-210Cs с трехлопастным винтом фиксированного шага.
Первый опытный самолет Аr.81-V1 (D-UЈОХ) приступил к испытаниям в конце 1935 года. Первые испытания выявили определённую нестабильность в полете, и на втором опытном Аr.81-V2 (D-ОРАR), был установлен новый стабилизатор на пилоне без поперечного V с подкосами. Испытания в Рехлине показали, что неустойчивость Аr.81 не удалось устранить полностью. В результате, на Аr.81-VЗ (D-UDЕХ) было переделано хвостовое оперение. Высота задней части фюзеляжа была увеличена, разнесенное оперение было заменено на обычный киль. Двигатель Jumo-210Са на Аr.81-VЗ вращал двухлопастный винт изменяемого шага. Самолёт поступил на испытания в конце весны 1936 года. Аr.81-VЗ показал себя более чем удовлетворительно. Самолёт достигал максимальной скорости на пикировании 600 км/ч. Он имел меньшую нагрузку на крыло, чем его главный соперник — Ju.87 (нагрузка — 86,7 кг/м² и 5,1 кг/лс) и большинство его характеристик были лучше. Но ко времени, когда Аr.81-VЗ был готов к официальным испытаниям, было уже принято решение запустить в серию пикировщик фирмы «Юнкерс».

## Вооружение
Один неподвижный 7.9-мм пулемёт МG-17 и один 7.9-мм пулемёт МG-15 на подвижной установке 250 кг бомба на внешней подвеске.

## Лётно-технические характеристики
Модификация: Аr 81-VЗ
Двигатель:
тип: 2 ПД Junkers Jumo-210Са
мощность = 600 л. с.
Размах крыла, м = 11,00
Длина самолёта, м = 11,50
Высота самолёта, м = 3,60
Площадь крыла, м² = 34,47
Масса, кг:
пустого самолёта = 1927
взлётная = 3072
Максимальная скорость, км/ч = 342
Практический потолок, м = 7700
Дальность полёта, км = 690